# 波照間機場
波照間機場（日语：／ Hateruma kūkō */?）是沖繩縣八重山郡竹富町（波照間島）的機場。根據日本空港整備法被列為第三種機場。是日本最南端的機場。一年內使用旅客人數，國内3628人（2007年度）。在2024年1月22日前處於停用狀態，沒有定期航班，僅保留供緊急時使用。

## 歷史
- 1972年11月：波照間緊急降落場啟用，但用途為緊急降落之用。機場跑道長850米。
- 1975年5月：在波照間緊急降落場的北測方開設波照間機場。機場跑道長800米、全幅25米，被日本空港整備法列為第三種機場，同一時間，波照間緊急降落場停止運作。南西航空（即現日本越洋航空）使用DHC-6型機開設航線往石垣機場。
- 1992年11月：南西航空把波照間機場～石垣機場航線轉移給琉球空中通勤繼續營運。
- 2001年10月：隨著DHC-6的退役，琉球空中通勤便使用BN-2B繼續營運。
- 2007年2月：琉球空中通勤、沖繩縣和竹富町3方達成同意，波照間機場～石垣機場航線將於2007年12月開始休止。[2]
- 2007年12月：波照間機場～石垣機場航線取消。
- 2007年12月28日：海豚航空開設不定期航線往石垣機場。
- 2008年11月：海豚航空在石垣機場停止營運，自此之後接續的航班也停止運作。
- 2024年1月22日：第一航空重新營運波照間-多良間的航線[3]。
- 2025年1月16日-3月2日：因年度檢查暫停班機起降，同年3月預定恢復往返新石垣機場每週2班航班。[4]

## 航空歸航台
波照間NDB（332Khz・運作時間8:00-18:00 UTC+9・維護官署是那覇機場事務所）

## 航空管制
波照間 REMOTO（從那覇機場進行 REMOTO 的運用）

## 航空公司與航點
2024年1月22日第一航空開始營運波照見間往返多良間的航線。2025年1月16日至3月2日因年度檢查暫停波照間機場班機起降，同年3月第一航空預定恢復往返新石垣機場每週2班航班。

## 外部連結
- 波照間機場介紹 （页面存档备份，存于）（日語）